# Alberto Corbacho
Alberto Corbacho de la Cruz (Palma di Maiorca, 1º ottobre 1984) è un cestista spagnolo.

## Palmarès

### Squadra
- Copa Príncipe de Asturias: 1

Obradoiro: 2011

### Individuale
- MVP Copa Príncipe de Asturias: 1

Obradoiro: 2011